# Arnaldo Pimenta da Cunha
Arnaldo Pimenta da Cunha (Salvador, 1 de setembro de 1881 — Salvador, 1956) foi um professor universitário, engenheiro e político brasileiro, prefeito da capital baiana na década de 1930.

## Biografia
Era filho de José Pimenta da Cunha, tio do escritor Euclides da Cunha, e de Honorina Amélia Pinho. Quando foi cobrir os eventos de Canudos, Euclides se hospedou na casa do primo, em sua passagem por Salvador, como registrou Roquette-Pinto, de quem era amigo.
Na Comissão do Alto-Purus, chefiada pelo primo Euclides da Cunha, Arnaldo laborou como engenheiro e auxiliar-técnico. Atuando também como fotógrafo da expedição, o álbum com os seus registros foi roubado do Arquivo Histórico do Itamaraty, no ano de 2003.
No episódio da morte trágica de seu primo Euclides da Cunha (1909), este teria lhe pedido emprestado um revólver "para matar um cão hidrófobo", segundo depoimento da sobrinha daquele, Wanilda da Cunha Vieira; após ter o autor de "Os Sertões" recebido a arma do primo, conclui Wanilda: "pediu, ainda, que lhe fosse emprestado um sobretudo. Daí, saiu para morrer".

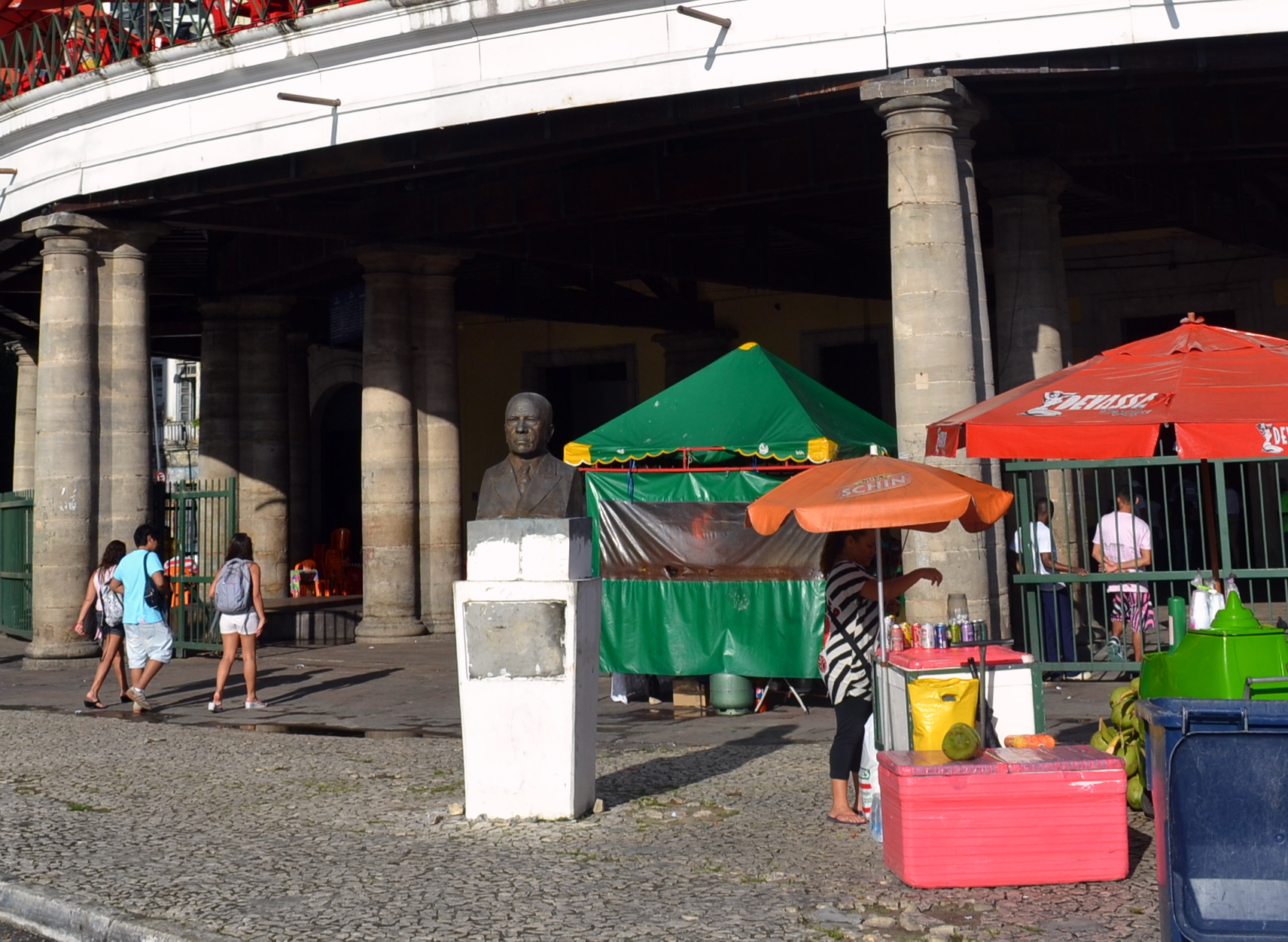
Busto de Pimenta da Cunha junto ao Mercado Modelo, Salvador.

Em 1913 se tornou professor de astronomia na Escola Politécnica da capital; em 1945 era Secretário de Viação do governo do estado e presidiu o Conselho de Administração do Estado da Bahia.
Membro do Instituto Geográfico e Histórico da Bahia, era seu tesoureiro quando presidiu a comissão da entidade destinada a angariar fundos para a construção do Pavilhão 2 de Julho, destinado a abrigar os símbolos das lutas pela Independência da Bahia, inaugurado em 1918.
Em 18  de  fevereiro de 1931 foi nomeado prefeito de Salvador em substituição ao interino Tirso Paiva, tomando posse no mesmo dia que o interventor nomeado para o governo, Artur Neiva.
Pelo Ato 112, de 23 de novembro de 1931, criou o Arquivo Geral da Prefeitura, destinado a salvaguardar os documentos da municipalidade, inaugurado no ano seguinte, em solenidade que contou com a presença do interventor federal no estado, Juracy Magalhães, e sua regulamentação ocorreu naquele mesmo ano. Em 1931 Pimenta da Cunha "considerado o melhor prefeito da capital", havia confrontado os interesses das empresas estadunidenses que controlavam as companhias de bonde e de energia ao vetar-lhes o aumento das tarifas, teve sua administração dificultada pelo cônsul daquele país.
Foi casado com Marieta Gonçalves do Passo Pimenta da Cunha.
Em sua homenagem foi erigido um busto em 1957, de autoria de Ismael Barros, situado ao lado do Mercado Modelo na capital baiana.